# نهائي كأس الاتحاد الإنجليزي 1935
نهائي كأس الاتحاد الإنجليزي 1935 (بالإنجليزية: FA Cup final 1935) هي مباراة كرة قدم الختامية لتحديد الفائز في بطولة كأس الاتحاد الإنجليزي 1934–35 في البطولة الستين من مسابقة كأس الاتحاد الإنجليزي في بطولة الأقدم في تاريخ في كرة القدم وينظمها الاتحاد الإنجليزي لكرة القدم، أقيمت المباراة بين فريقي شيفيلد وينزداي ووست بروميتش ألبيون على ملعب ويمبلي. فاز نادي شيفيلد وينزداي بنتيجة 4-2، بعد أن كانت النتيجة 2-2 قبل خمس دقائق من نهاية المباراة سجل إليس ريمر هدفين ليقود فريقه للفوز بكأس الاتحاد الإنجليزي للمرة الثالثة في تاريخه. افتتح تسجيل الأهداف لفريق شيفيلد وينزداي جاك باليثورب وأضاف ثاني الأهداف مارك هوبر. وسجل هدفي وست بروميتش والي بويز وتيدي ساندفورد. هذه هي آخر مرة يفوز فيها شيفيلد وينزداي بالكأس، وستكون آخر بطولة كبرى له منذ 56 عامًا حتى فوزه بكأس رابطة كرة القدم الإنجليزية عام 1991.

## عن الفريقين
| الفريق             | التتويج | المشاركات السابقة في النهائيات (الخط الغليظ للأرقام يشير لسنة التتويج باللقب) |
| ------------------ | ------- | ----------------------------------------------------------------------------- |
| شيفيلد وينزداي     | 2       | 3 (1890، 1896، 1907)                                                          |
| وست بروميتش ألبيون | 3       | 7 (1886، 1887، 1888، 1892، 1895، 1912، 1931)                                  |

## الطريق إلى ويمبلي
| شيفيلد وينزداي الجولة 3: شيفيلد وينزداي 3-1 أولدهام أثلتيك الجولة 4: وولفرهامبتون واندررز 1-2 شيفيلد وينزداي الجولة 5: نورويتش سيتي 0-1 شيفيلد وينزداي ربع النهائي: شيفيلد وينزداي 2-1 أرسنال نصف النهائي: شيفيلد وينزداي 3-0 بيرنلي (في فيلا بارك، برمنجهام) | ويست بروميتش ألبيون الجولة 3: ويست بروميتش ألبيون 2-1 بورت فايل الجولة 4: ويست بروميتش ألبيون 7-1 شيفيلد يونايتد الجولة 5: ويست بروميتش ألبيون 5-0 ستوكبورت كاونتي ربع النهائي: ويست بروميتش ألبيون 1-0 بريستون نورث إند نصف النهائي: ويست بروميتش ألبيون 1-1 بولتون واندررز (في إيلاند رود، ليدز) إعادة: وست بروميتش ألبيون 2-0 بولتون واندررز' (في فيكتوريا غراوند، ستوك أون ترينت) |

## ملخص المباراة
دخل وست بروميتش المباراة وهو المرشح للفوز على الرغم من أنه كان متأخرًا عن وينزداي في الترتيب، حيث اعتقد المحللون أن لديهم مهاجمين أفضل، حيث سجل كل من والي بويز وويليام ريتشاردسون وتيدي ساندفورد أكثر من 20 هدفًا في الدوري هذا الموسم. وكان الفريقان قد التقيا في مباراة بالدوري قبل خمسة أيام، في اثنين عيد الفصح، وانتهت المباراة بينهما بالتعادل بهدف لكل فريق في ذا هوثورنز. دخل فريق وينزداي المباراة بتشكيلة كاملة، ودفع بنفس التشكيلة الأساسية التي كانت في كل جولة باستثناء الجولة الثالثة، حيث سجل إليس ريمر في كل جولة. أعاد وست بروميتش جو كارتر، الذي كان غائبًا بسبب إصابة في الركبة منذ نصف النهائي، ليحل محل هاري جونز. كما استبعد وست بروميتش آرثر جيل الذي لعب في جميع مباريات كأس الاتحاد الإنجليزي الست ذلك الموسم وسجل أربعة أهداف من الجناح الأيمن. تم استبداله باللاعب تومي غليدن، الذي كان مقيدًا بشكل فعال من قبل ظهير وينزداي الأيسر تيد كاتلين.
تقدم وينزداي بعد دقيقتين فقط. انهارت هجمة وست بروميتش مخلفةً كاتلين مصابًا، لكن الحكم بيرت فوج حسم الأمر، وشهدت هجمة مرتدة سريعة تعاون مارك هوبر وروني ستارلينج لتمرير الكرة إلى جاك بالثورب، الذي سدد كرة بقدمه اليمنى في زاوية المرمى. ومع ذلك، بدأ ألبيون في لعب كرة قدم جيدة وأدرك التعادل بعد 21 دقيقة عن طريق أصغر لاعب في الملعب، بويز البالغ من العمر 22 عامًا. تلقى الجناح الأيسر قصير القامة تمريرة من كارتر وسدد كرة قوية من الجانب الأيسر لمنطقة الجزاء متجاوزًا جاك براون. وظلت النتيجة 1-1 حتى نهاية الشوط الأول.
شهدت المراحل الأولى من الشوط الثاني إهدار ستارلينج فرصة، ثم إبعاد محاولة أخرى من على خط المرمى. كان ستارلينج بارزًا في يوم الأربعاء حيث استعاد التقدم في الدقيقة 70 عندما مرر الكرة إلى هوبر، الذي تغلب على لاعبين قبل أن يسدد كرة مرت بجوار هارولد بيرسون التي دخلت المرمى من القائم. وفي غضون خمس دقائق، عادل وست بروميتش النتيجة، حيث حول والتر ميلرشيب تسديدة ساندفورد إلى الشباك. وأضاع كارتر الأعرج فرصتين جيدتين، حيث ضرب إحداهما القائم، كما أضاع دبليو جي ريتشاردسون فرصة رائعة. ومع تبقي خمس دقائق، طارد ريمر تمريرة طويلة من ويلف شارب ووضع الجناح طويل القامة الكرة برأسه متجاوزًا بيرسون إلى الشباك، ليواصل سجله في التسجيل في كل جولة. وفي الدقيقة الأخيرة، تصدى بيرسون لتسديدة هوبر ووضع ريمر الكرة في المرمى من مسافة قريبة محرزًا هدفه الثاني.

## تفاصيل المباراة
| شيفيلد وينزداي                        | 4–2   | وست بروميتش ألبيون      |
| ------------------------------------- | ----- | ----------------------- |
| باليثورب 2' · هوبر 70' · ريمر 85' 89' | تقرير | بويز 21' · ساندفورد 75' |

| شيفيلد وينزداي | ويست بروميتش ألبيون |

|             |  |                   |  |
|             |  |                   |  |
| GK          |  | جاك براون         |  |
| RB          |  | جو نيبلو          |  |
| LB          |  | تيد كاتلين        |  |
| RH          |  | ويلف شارب         |  |
| CH          |  | والتر ميلرشيب     |  |
| LH          |  | هوراس بروس        |  |
| OR          |  | مارك هوبر         |  |
| IR          |  | جاك سورتيز        |  |
| CF          |  | جاك باليثورب      |  |
| IL          |  | روني ستارلينج (c) |  |
| OL          |  | إليس ريمر         |  |
| المدرب:     |  |                   |  |
| ويليام ووكر |  |                   |  |

|               |  |                   |  |
|               |  |                   |  |
| GK            |  | هارولد بيرسون     |  |
| RB            |  | جورج شو           |  |
| LB            |  | بيرت ترينثام      |  |
| RH            |  | جيمي ميرفي        |  |
| CH            |  | بيل ريتشاردسون    |  |
| LH            |  | جيمي إدواردز      |  |
| OR            |  | تومي غليدن (c)    |  |
| IR            |  | جو كارتر          |  |
| CF            |  | ويليام ريتشاردسون |  |
| IL            |  | تيدي ساندفورد     |  |
| OL            |  | والي بويز         |  |
| مساعد المدرب: |  |                   |  |
| فريد إيفريس   |  |                   |  |

قواعد المباراة
- 90 دقيقة.
- 30 دقيقة وقت إضافي في حال استمرار التعادل في النتيجة.
- تعلب مباراة إعادة في حال استمرار التعادل في النتيجة.